# Pede-Sainte-Gertrude
Pour les articles homonymes, voir Pede.
Pede-Sainte-Gertrude, en néerlandais Sint-Gertrudis-Pede est un village du Brabant-Flamand, dans la section de Schepdael, qui à son tour fait partie de Dilbeek.

## Étymologie
Selon la légende, Sainte-Gertrude, abbesse de Nivelles, sur la route de Lennik resta coincée dans la boue lors de son voyage. Elle fut donc obligée de faire son chemin à pied pour continuer. Le nom de Pede viendrait du Latin, Pede, ablatif de pes, traduction de "à pied".

## Histoire
Pede-Sainte-Gertrude s'est construit à  l'endroit où plusieurs petits ruisseaux d'écoulement du Pedebeek se forme, le plus grand étant le Laerbeek. Autour de ces cours d'eau, il y avait trois fermes fortifiées, qui à l'origine dépendait de l'abbaye de Nivelles, et, plus tard, des Seigneurs de Gaesbeek.
Sur la carte de Ferraris, le hameau se trouve sous le nom : Chapelle Ste Gertrudis Pede.
Le village n'a jamais été une commune indépendante, bien que ce fut presque le cas. Le 19 mai 1893 une loi a été adopté par la Chambre des représentants, mais rejeté par le Sénat à la suite d'une discussion pour savoir dans quel canton la nouvelle commune devait être classée.
En 1890, Pede-Sainte-Gertrude, était une paroisse autonome, qui s'étendait sur les communes de Schepdael, Itterbeek et Lennik-Saint-Martin et Vlezenbeek.
En 1977 dans le cadre de la fusion des communes, Schepdael a fusionné avec Dilbeek.

## Les Monuments et les attractions
- Le moulin à eau de Pede-Sainte-Gertrude
- Pedebeek
- Église Sainte-Gertrude église néo-gothique de 1907, construite après la destruction de l'église d'origine, sur ordre du gouvernement français en 1798. Le premier édifice sur ce site était une chapelle datant de 1380.
- Pedemolenwandeling

## Né à Pede-Sainte-Gertrude
- Urbanus, 7 juin 1949, comédien Flamand